# Praderies canadenques
Les Províncies de la Praderia o Praderies canadenques, en anglès: Canadian Prairies o The Prairies i en francès: Prairies canadiennes, són una regió de l'oest del Canadà que es pot considerar formada per les províncies d'Alberta, Saskatchewan, i Manitoba. El 2016 tenien 6.748.280 habitants.

Mapa de les Províncies de la Praderia

Segons una definició més estricta aquesta regió es compon només de la zona coberta efectivament per la praderia i pot incloure la part de praderia del nord-est de la província de la Colúmbia Britànica
La praderia comença al nord d'Edmonton, cobreix les tres províncies en sentit sud fins a la frontera entre Manitoba-Minnesota.

## Climes principals

Classificació de Köppen de les províncies de la praderia

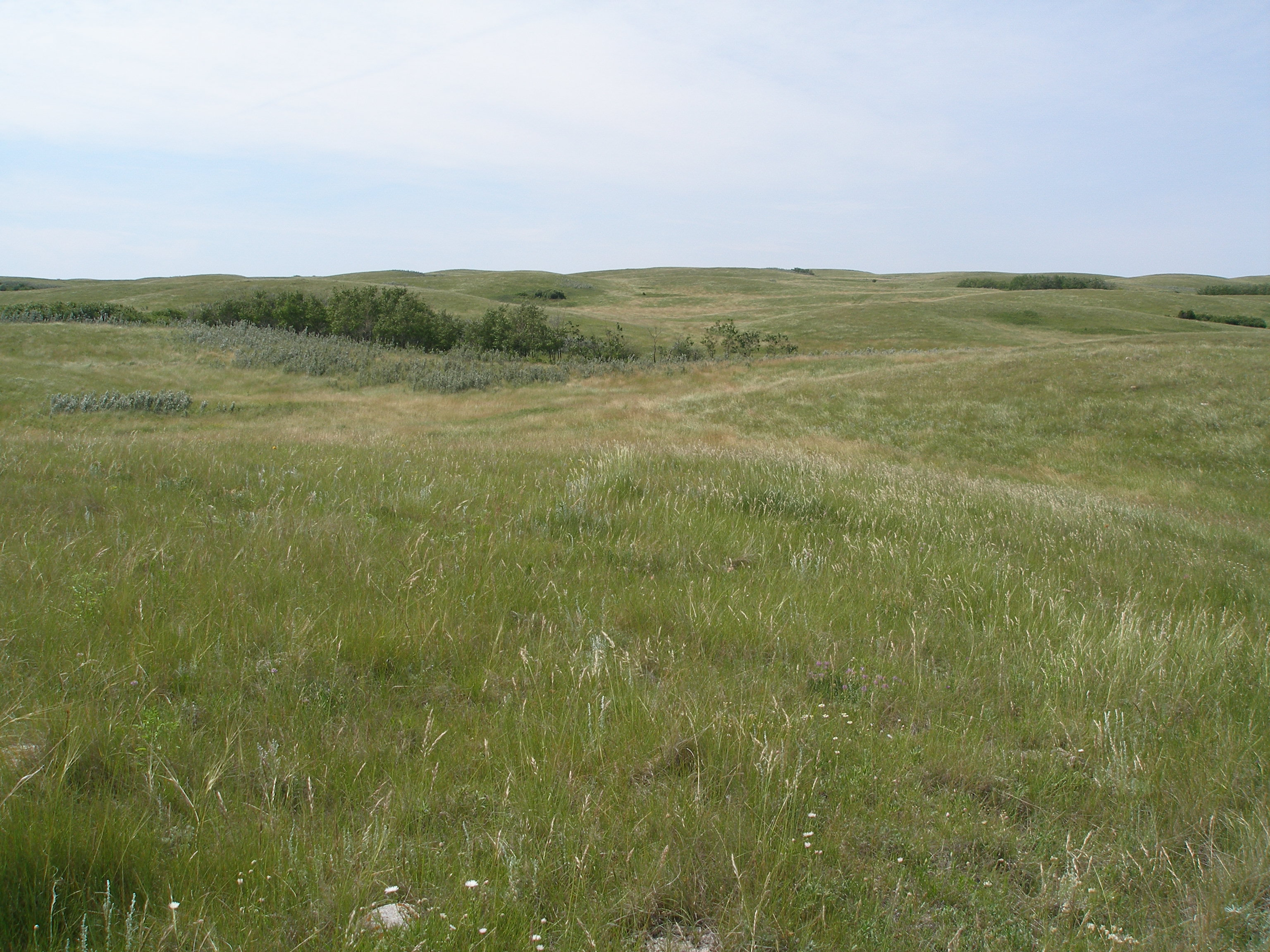
Herbassars natius del sud de Saskatchewan

Les praderies del Canadà experimenten un clima sec semiàrid (Köppen Bsk) en les regions de sòl bru, i sec humit continental (Köppen Dfb) en les zones de sòl negre. Al sud de la zona hi pot haver tornados

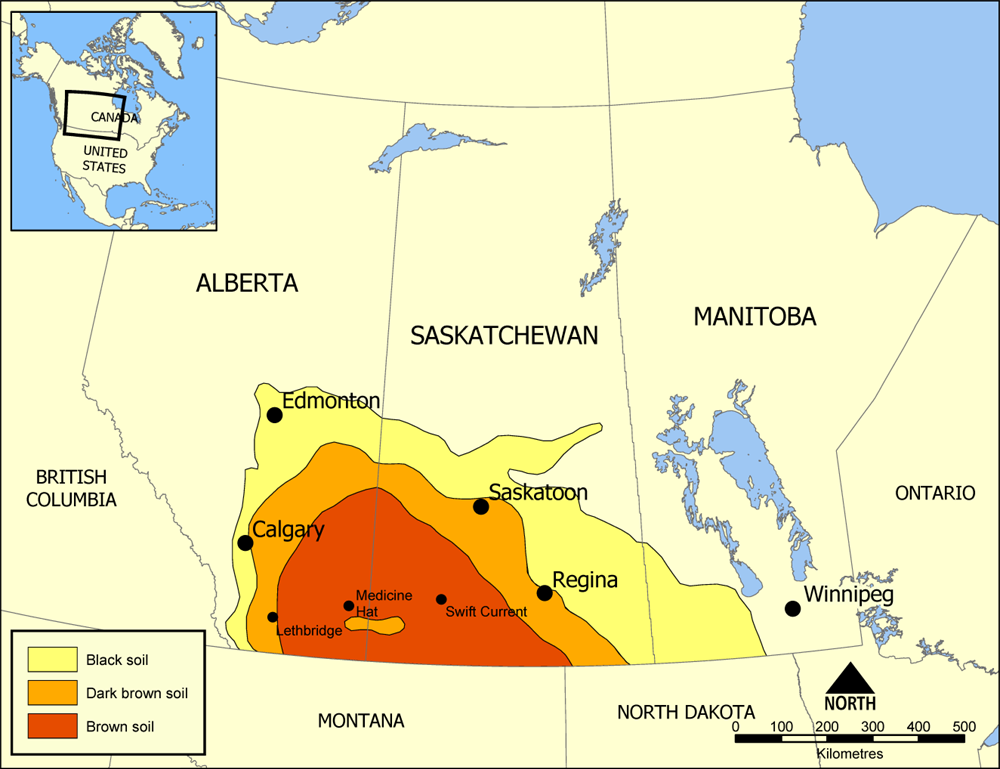
Triangle de Palliser, amb els tipus de sòl

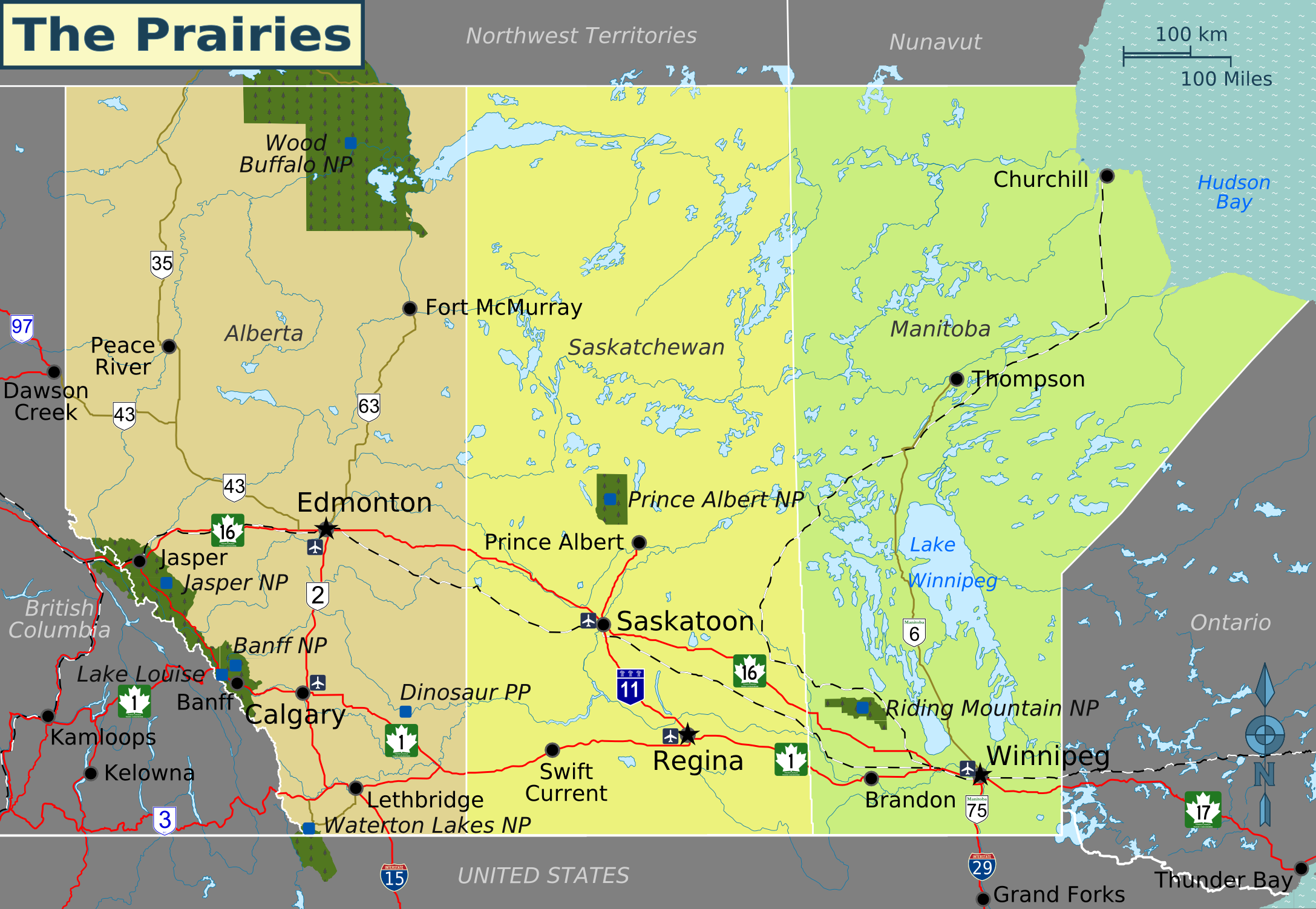
Localització de comunitats a Alberta, Saskatchewan i Manitoba

| Ciutat         | Província | Juliol                    | Gener                        | Precipitació anual | Zona de duresa per a les plantes | Estació de creixement (en dies) {{segons Environment Canada 1981-2010}} |
| -------------- | --------- | ------------------------- | ---------------------------- | ------------------ | -------------------------------- | ----------------------------------------------------------------------- |
| Lethbridge     | AB        | 26 °C/10 °C (79 °F/50 °F) | 0 °C/-12 °C (32 °F/10 °F)    | 380 mm (14.9 in)   | 4B                               | 119                                                                     |
| Calgary        | AB        | 23 °C/9 °C (73 °F/48 °F)  | -1 °C/-13 °C (30 °F/9 °F)    | 419 mm (16.4 in)   | 4A                               | 117                                                                     |
| Medicine Hat   | AB        | 28 °C/12 °C (82 °F/54 °F) | -5 °C/-16 °C (23 °F/3 °F)    | 323 mm (12.7 in)   | 4B                               | 134                                                                     |
| Edmonton       | AB        | 23 °C/12 °C (73 °F/54 °F) | -6 °C/-15 °C (21 °F/5 °F)    | 456 mm (17.9 in)   | 4A                               | 135                                                                     |
| Grande Prairie | AB        | 23 °C/10 °C (73 °F/50 °F) | -8 °C/-19 °C (18 °F/-2 °F)   | 445 mm (17.5 in)   | 3B                               | 117                                                                     |
| Regina         | SK        | 26 °C/12 °C (79 °F/54 °F) | -9 °C/-20 °C (16 °F/-4 °F)   | 390 mm (15.3 in)   | 3B                               | 119                                                                     |
| Saskatoon      | SK        | 25 °C/12 °C (77 °F/54 °F) | -10 °C/-21 °C (14 °F/-9 °F)  | 354 mm (13.8 in)   | 3B                               | 117                                                                     |
| Prince Albert  | SK        | 24 °C/12 °C (75 °F/54 °F) | -11 °C/-23 °C (12 °F/-9 °F)  | 428 mm (16.8 in)   | 3A                               | 108                                                                     |
| Brandon        | MB        | 25 °C/11 °C (77 °F/54 °F) | -11 °C/-22 °C (12 °F/-11 °F) | 474 mm (18.6 in)   | 3B                               | 119                                                                     |
| Winnipeg       | MB        | 25 °C/12 °C (77 °F/55 °F) | -11 °C/-21 °C (12 °F/-6 °F)  | 521 mm (20.5 in)   | 4A                               | 121                                                                     |

## Economia

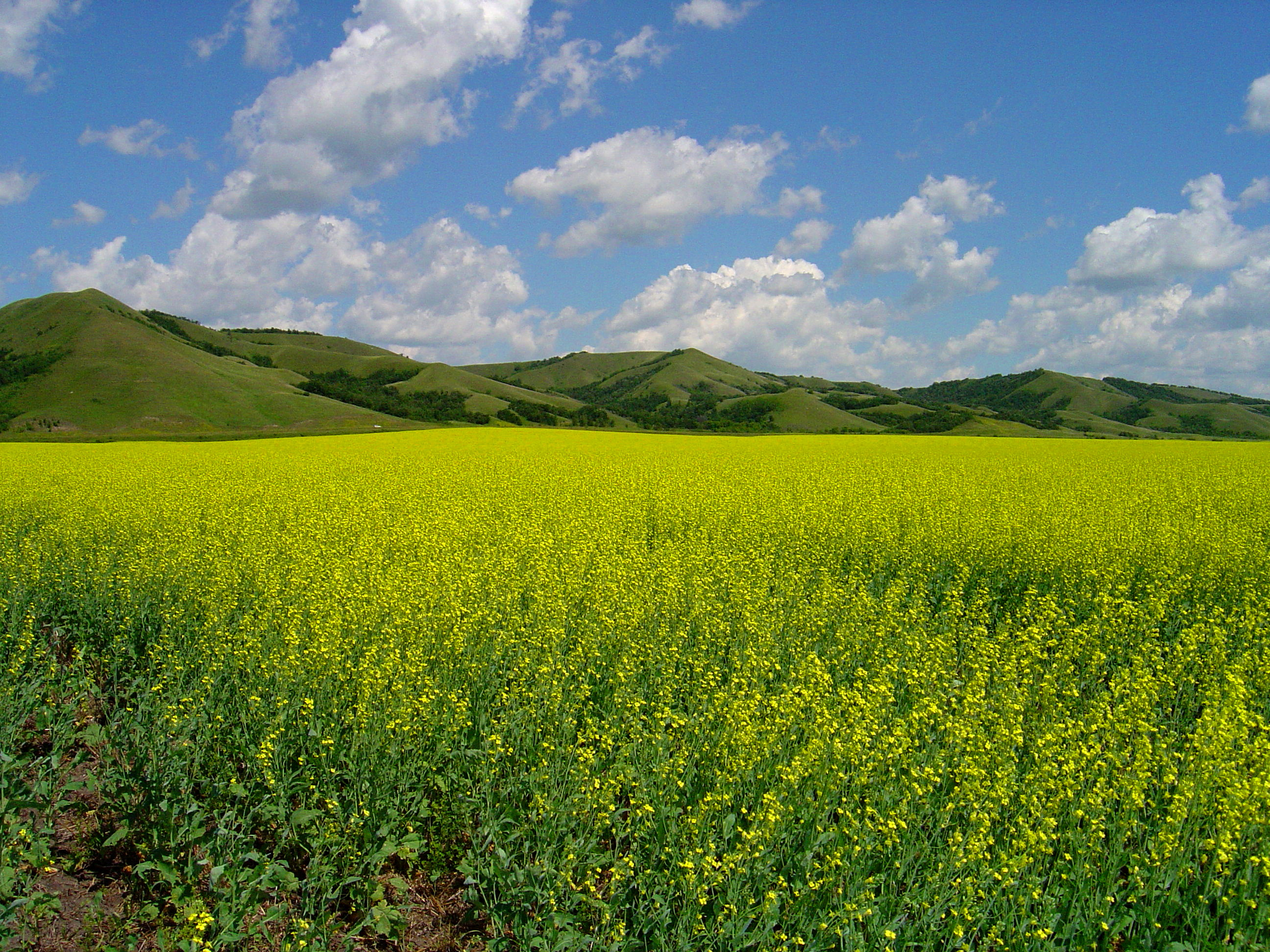
Un camp de colza aQu'Appelle Valley, sud de Saskatchewan.

Les principals indústries inclouen l'agricultura (blat, ordi, colza, brassica, civada), i ramaderia d'ovelles i bovins. També, recursos naturals com oil sands (Fort McMurray, Alberta) i altres formes de producció de petroli. Les indústries secundàries consisteixen en el refinament del petroli i el processament de productes agrícoles.

### Historiografia
- Francis, R. Douglas. "In search of a prairie myth: A survey of the intellectual and cultural historiography of prairie Canada." Journal of Canadian Studies/Revue d'Études Canadiennes 24#3 (1989): 44+ online
- Ingles, Ernie B. Peel's Bibliography of the Canadian Prairies to 1953.  University of Toronto Press, 2009. ISBN 0-8020-4825-0.
- Wardhaugh, Robert A., ed. Toward Defining the Prairies: Region, Culture, and History. (2001). 234 pp.
- Wardhaugh, Robert; Calder, Alison. History, literature, and the writing of the Canadian Prairies.  University of Manitoba Press, 2005. ISBN 0-88755-682-5. 310 pp.